# مخللات بالشوكولاطة
مخللات بالشوكولاطة هي رواية صدرت عام 1983 تحت كاتب باسم مستعار تدعى «ستيفاني». كتبت الرواية على شكل يوميات، وتحكي عن الحياة اليومية لفتاة شابة بعمر 13 عاما تدعى ستيفاني (على اسم كاتب الرواية)، وقطتها غارفونكل، كما تتحدث الرواية عن مصادر قلقها ومخاوفها، بالإضافة إلى رغباتها وأحلامها.
اعترف فيليب لابرو في البداية بإعادة صياغة قصة ستيفاني، زاعما بكتابته للرواية معها، وفي عام 2007 أظهر نفسه كالكاتب الحقيقي والوحيد للرواية، حيث أعاد تعديل الكتاب ليضيف اسمه في نفس السنة، مما يعني أن ستيفاني لم يكن لها وجود منذ البداية.